# Заша Котиш
Заша Котиш (на немски: Sascha Kotysch, роден на 2 октомври 1988 в Кирххаймболанген) е германски футболист. До 2010 г. е футболист на втородивизионния германски отбор Кайзерслаутерн. Най-често играе на позиция десен защитник или дефанзивен полузащитник.

## Кариера
През 2000 г. Котиш преминава от Гауерсхайм в младежкия отбор на Кайзерслаутерн. През сезона 2006/07 той е картотекиран в аматьорския отбор на „червените дяволи“, като почти веднага след това е използван в няколко срещи на първия състав. До края на сезон 2008/09 Заша Котиш изиграва общо 43 мача за лаутерите, без да отбележи гол. Първият си професионален договор с клуба Котиш подписва през 2007 г. и контрактът е в сила до лятото на 2010 г.
Също така Котиш е бил в разширените състави на националните отбори на Германия до 19 и до 20 години.